# 부탄날다람쥐
부탄날다람쥐(Petaurista nobilis)는 다람쥐과에 속하는 설치류의 일종이다. 가장 큰 날다람쥐류의 하나이다.

## 특징
등 부분은 밝은 밤색과 갈색이고 털 끝 일부는 오렌지색을 띠며, 배 쪽은 연한 적갈색이다. 머리 윗부분과 어깨는 연한 황갈색이고, 등 쪽 중간을 따라 좁은 줄무늬가 나 있다.

## 생태 및 서식지
자연 서식지는 온대 활엽수림이고, 보통 해발 1500~3000m에서 발견되지만 침엽수림에서도 발견될 수 있다. 이전의 동부 지역 분포 한계보다 100km 더 동쪽 남티베트까지 발견되어 북동인도 지역에 더 널리 분포하는 것으로 추정된다. 3월과 4월 사이에 번식을 한다.

## 분포
네팔 중부와 인도 시킴주와 남티베트, 부탄의 좁은 분포 지역에서 발견된다. 티베트 남부와 방글라데시 북부 지역 숲 근처에서도 발견될 수 있지만, 아직 보고된 적은 없다.

## 분류학
이전에는 호지슨날다람쥐의 아종으로 간주했지만, 현재는 구별되는 차이 때문에 별도의 완전한 종으로 분류한다.

## 아종
2종의 아종이 알려져 있다.
- Petaurista nobilis nobilis
- Petaurista nobilis singhei